# Купрієць Олександр Борисович
Олекса́ндр Бори́сович Купріє́ць — старший сержант Збройних сил України.

## З життєпису
Старший розвідник; у складі окремої розвідувальної роти 81-ї штурмової бригади з жовтня 2014 року; брав участь у боях за Донецький аеропорт, важко поранений, довго лікувався.

## Нагороди
За особисту мужність і високий професіоналізм, виявлені у захисті державного суверенітету та територіальної цілісності України, вірність військовій присязі, відзначений — нагороджений
- орденом «За мужність» III ступеня (31.7.2015)